# Djoko Tjahjono Iskandar
Pour les articles homonymes, voir Iskandar.
Djoko Tjahjono Iskandar, né le 23 août 1950, est un herpétologiste indonésien spécialiste de l'herpétofaune de l'Asie du Sud-Est.
Il est diplômé de l'Université des sciences et techniques du Languedoc de Montpellier en France.

## Taxons nommés en son honneur
- Fejervarya iskandari Veith, Kosuch, Ohler, and Dubois, 2001

## Quelques taxons décrits
- Ansonia glandulosa Iskandar & Mumpuni, 2004[1]
- Barbourula kalimantanensis Iskandar, 1978[2]
- Boiga hoeseli Ramadhan, Iskandar & Subasri, 2010[3]
- Calamaria banggaiensis Koch, Arida, Mcguire, Iskandar & Böhme, 2009[4]
- Cyrtodactylus batik Iskandar, Rachmansah & Umilaela, 2011[5]
- Cyrtodactylus nuaulu Oliver, Edgar, Mumpuni, Iskandar & Lilley, 2009 [6]
- Cyrtodactylus wallacei Hayden, et al., 2008 [7]
- Eutropis grandis Howard, Gillespie, Riyanto, Iskandar, 2007[8]
- Hemiphyllodactylus engganoensis Grismer, Riyanto, Iskandar & McGuire, 2014[9]
- Hylarana eschatia (Inger, Stuart, & Iskandar, 2009)
- Hylarana megalonesa (Inger, Stuart & Iskandar, 2009)
- Hylarana parvaccola (Inger, Stuart & Iskandar, 2009)
- Hylarana rufipes (Inger, Stuart & Iskandar, 2009)
- Ingerana rajae Iskandar, Bickford, Arifin, 2011[10]
- Kalophrynus minusculus Iskandar, 1998
- Limnonectes kadarsani Iskandar, Boeadi & Sancoyo, 1996
- Limnonectes larvaepartus Iskandar, Evans & McGuire, 2014[11]
- Limnonectes sisikdagu McLeod, Horner, Husted, Barley & Iskandar, 2011[12]
- Litoria megalops (Richards & Iskandar, 2006)[13]
- Litoria purpureolata Oliver, Richards, Tjaturadi & Iskandar, 2007[14]
- Litoria wapogaensis Richards & Iskandar, 2001
- Occidozyga tompotika Iskandar, Arifin & Rachmansah, 2011[15]
- Oreophryne atrigularis Günther, Richards & Iskandar, 2001
- Oreophryne furu Günther, Richards, Tjaturadi, and Iskandar, 2009[16]
- Oreophryne minuta Richards & Iskandar, 2000
- Oreophryne wapoga Günther, Richards & Iskandar, 2001
- Xenophrys parallela (Inger & Iskandar, 2005)